# Хронологія світових рекордів з плавання на дистанції 200 метрів брасом

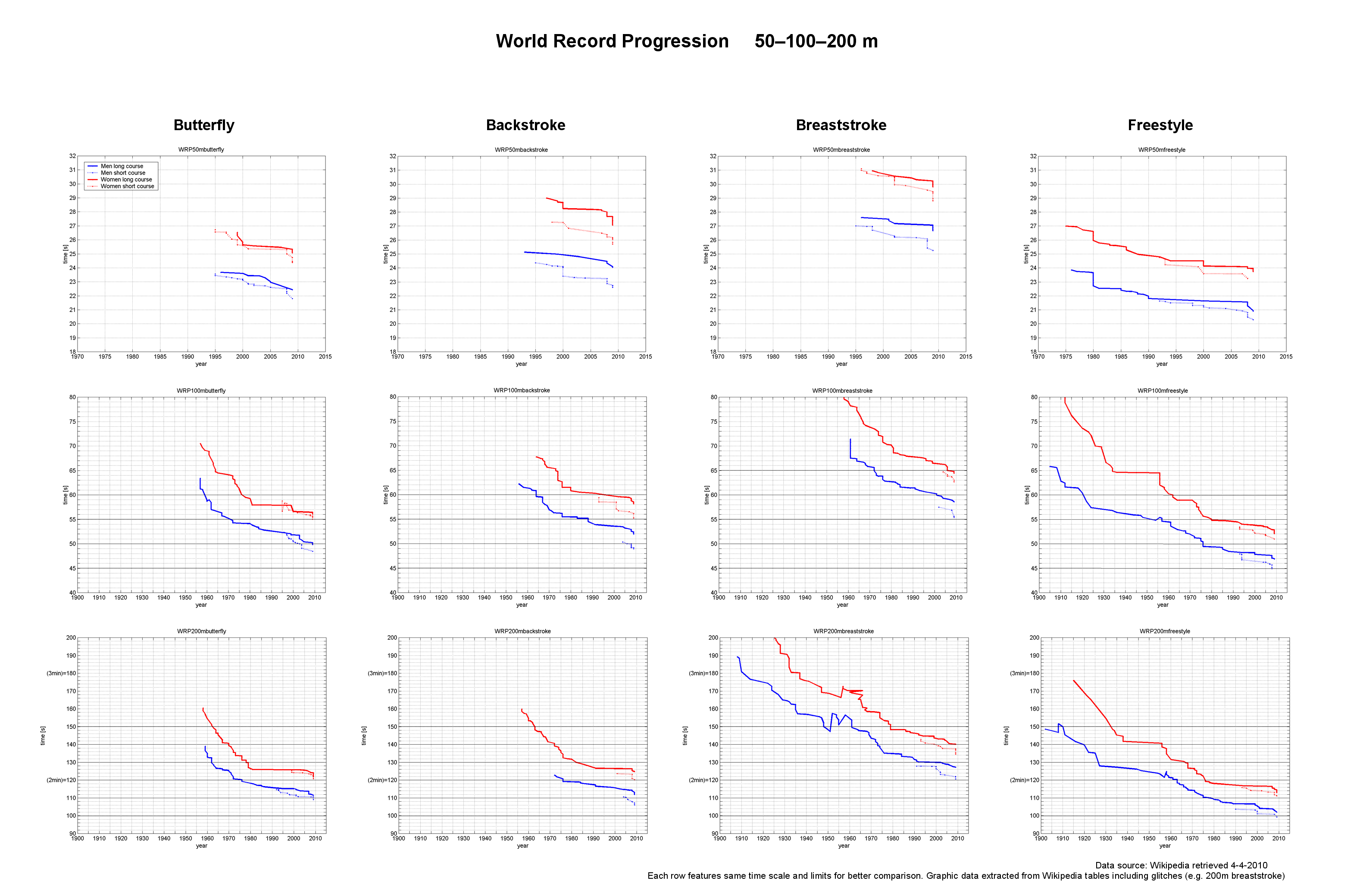
Графіки встановлення світових рекордів з плавання серед чоловіків та жінок на дистанціях 50 м-100 м-200 м на довгій та короткій воді батерфляєм, на спині, брасом і вільним стилем

У цій статті подано хронологію світових рекордів з плавання на дистанції 200 метрів брасом на довгій (50 м) та короткій воді (25 м). Ці рекорди реєструє/визнає Міжнародна федерація плавання (ФІНА), яка наглядає за міжнародними змаганнями з водних видів спорту. Рекорди на довгій воді історично старіші, ніж на короткій. Серед чоловіків ФІНА почала реєструвати рекорди на довгій воді 1908 року, серед жінок - 1928 року. На короткій воді серед обох статей рекорди визнано 3 березня 1991 року.
Різке поліпшення світових рекордів у 2008/2009 роках збіглося в часі з запровадженням поліуретанових плавальних костюмів фірм Speedo (LZR, 50% поліуретану) 2008 року та Arena (X-Glide), Adidas (Hydrofoil), Jaked (всі зі 100% поліуретану) 2009 року. У січні 2010 ФІНА заборонила плавальні костюми зроблені з будь-якого матеріалу окрім текстилю. Крім того, FINA опублікувала список дозволених плавальних костюмів.

## Чоловіки

### На довгій воді
| Час        | Плавець              | Дата              | Місце                                                   |
| ---------- | -------------------- | ----------------- | ------------------------------------------------------- |
| 3:09.2     | Фредерік Голмен      | 18 липня 1908     | Лондон, Велика Британія                                 |
| 3:08.3     | Роберт Андерссон     | 18 квітня 1909    | Стокгольм, Швеція                                       |
| 3:00.8     | Фелісьєн Курбе       | 2 жовтня 1910     | Схарбек, Бельгія                                        |
| 2:56.6     | Персі Кортмен        | 28 липня 1914     | Гарстон (Велика Британія)                               |
| 2:54.4     | Еріх Радемахер       | 12 листопада 1922 | Амстердам, Нідерланди                                   |
| 2:52.6     | Боб Скелтон          | 21 березня 1924   | Мілвокі, Сполучені Штати Америки                        |
| 2:50.4     | Еріх Радемахер       | 7 квітня 1924     | Магдебург, Німеччина                                    |
| 2:48.0     | Еріх Радемахер       | 11 березня 1927   | Брюссельський столичний регіон (Бельгія)                |
| 2:45.0     | Цурута Йосіюкі       | 27 липня 1929     | Кіото, Японія                                           |
| 2:44.6     | Лайнел Спенс         | 2 квітня 1931     | Чикаго (США)                                            |
| 2:44.0     | Лайонел Спенс        | 1 квітня 1932     | Нью-Гейвен (Коннектикут) (США)                          |
| 2:42.6     | Жак Картонне         | 8 лютого 1933     | Париж, Франція                                          |
| 2:42.4     | Ервін Зітас          | 16 березня 1935   | Дюссельдорф (Німеччина)                                 |
| 2:39.6     | Жак Картонне         | 4 травня 1935     | Париж (Франція)                                         |
| 2:37.2     | Джек Каслі           | 28 березня 1936   | Нью-Гейвен (США)                                        |
| 2:36.8     | Альфред Накаш        | 6 липня 1941      | Марсель (Франція)                                       |
| 2:36.3     | Джо Вердер           | 10 липня 1948     | Детройт (США)                                           |
| 2:35.6     | Джо Вердер           | 5 квітня 1946     | Бейнбрідж (США)                                         |
| 2:35.0     | Джо Вердер           | 15 лютого 1947    | Нью-Гейвен (США)                                        |
| 2:34.4     | Герберт Кляйн        | 13 серпня 1950    | Геппінген, Федеративна Республіка Німеччина (1949—1990) |
| 2:34.4     | Джон Девіс           | 1 серпня 1952     | Гельсінкі                                               |
| 2:32.0     | Джо Вердер           | 14 лютого 1948    | Нью-Гейвен (США)                                        |
| 2:30.5     | Джо Вердер           | 2 квітня 1948     | Нью-Гейвен (США)                                        |
| 2:30.0     | Джо Вердер           | 28 червня 1948    | Нью-Гейвен (США)                                        |
| 2:28.3     | Джо Вердер           | 31 березня 1950   | Нью-Гейвен (США)                                        |
| 2:27.3     | Герберт Кляйн        | 9 червня 1951     | Мюнхен, Федеративна Республіка Німеччина (1949—1990)    |
| 2:37.4     | Кнуд Ґлеє            | 14 лютого 1953    | Копенгаген, Данія                                       |
| 2:36.6     | Фурукава Масару      | 10 квітня 1954    | Токіо (Японія)                                          |
| 2:35.4     | Фурукава Масару      | 10 квітня 1954    | Токіо (Японія)                                          |
| 2:35.2     | Мамору Танака        | 17 вересня 1954   | Токіо (Японія)                                          |
| 2:33.7     | Фурукава Масару      | 5 серпня 1955     | Токіо (Японія)                                          |
| 2:31.0     | Фурукава Масару      | 1 жовтня 1955     | Токіо (Японія)                                          |
| 2:36.5     | Террі Ґетеркоул      | 28 червня 1958    | Таунсвілл, Австралія                                    |
| 2:33.6     | Чет Джастремскі      | 28 липня 1961     | Токіо (Японія)                                          |
| 2:29.6     | Чет Джастремскі      | 19 серпня 1961    | Лос-Анджелес (США)                                      |
| 2:28.2     | Чет Джастремскі      | 30 серпня 1964    | Нью-Йорк (США)                                          |
| 2:27.8     | Іан О'Браєн          | 15 жовтня 1964    | Токіо (Японія)                                          |
| 2:27.4     | Володимир Косинський | 3 квітня 1968     | Таллінн, Союз Радянських Соціалістичних Республік       |
| 2:26.5     | Микола Панкін        | 22 березня 1969   | Мінськ (СРСР)                                           |
| 2:25.4     | Микола Панкін        | 19 квітня 1969    | Магдебург, Німецька Демократична Республіка             |
| 2:23.5     | Браян Джоб           | 22 серпня 1970    | Лос-Анджелес (США)                                      |
| 2:22.79    | Джон Генкен          | 5 серпня 1972     | Чикаго (США)                                            |
| 2:21.55    | Джон Генкен          | 2 вересня 1972    | Мюнхен, Федеративна Республіка Німеччина (1949—1990)    |
| 2:20.52    | Джон Генкен          | 24 серпня 1973    | Луїсвілл (США)                                          |
| 2:19.28    | Девід Вілкі          | 6 вересня 1973    | Белград, Югославія                                      |
| 2:18.93    | Джон Генкен          | 24 серпня 1974    | Конкорд (США)                                           |
| 2:18.21    | Джон Генкен          | 1 вересня 1974    | Конкорд (США)                                           |
| 2:15.11    | Девід Вілкі          | 24 липня 1976     | Монреаль, Канада                                        |
| 2:14.77    | Віктор Девіс         | 5 серпня 1982     | Гуаякіль, Еквадор                                       |
| 2:14.58    | Віктор Девіс         | 17 червня 1984    | Етобіко (Канада)                                        |
| 2:13.34    | Віктор Девіс         | 2 серпня 1984     | Лос-Анджелес (США)                                      |
| 2:12.90    | Майк Берровмен       | 4 серпня 1989     | Лос-Анджелес (США)                                      |
| 2:12.90e = | Нік Джиллінгем       | 19 серпня 1989    | Бонн (ФРН)                                              |
| 2:12.89    | Майк Берровмен       | 20 серпня 1989    | Токіо (Японія)                                          |
| 2:11.53    | Майк Берровмен       | 20 липня 1990     | Seattle (США)                                           |
| 2:11.23    | Майк Берровмен       | 11 січня 1991     | Перт (Австралія)                                        |
| 2:10.60    | Майк Берровмен       | 13 серпня 1991    | Форт-Лодердейл (США)                                    |
| 2:10.16    | Майк Берровмен       | 29 липня 1992     | Барселона, Іспанія                                      |
| 2:09.97    | Кітаджіма Косуке     | 2 жовтня 2002     | Пусан, Південна Корея                                   |
| 2:09.52    | Дмитро Коморников    | 15 червня 2003    | Барселона (Іспанія)                                     |
| 2:09.42    | Кітаджіма Косуке     | 24 липня 2003     | Барселона (Іспанія)                                     |
| 2:09.04    | Брендан Гансен       | 11 липня 2004     | Лонг-Біч (США)                                          |
| 2:08.74    | Брендан Гансен       | 5 серпня 2006     | Ірвайн (США)                                            |
| 2:08.50    | Брендан Гансен       | 21 серпня 2006    | Вікторія (Канада)                                       |
| 2:07.51    | Кітаджіма Косуке     | 8 червня 2008     | Токіо (Японія)                                          |
| 2:07.31    | Крістіан Спренджер   | 30 липня 2009     | Рим, Італія                                             |
| 2:07.28    | Даніел Дьюрта        | 1 серпня 2012     | Лондон (Велика Британія)                                |
| 2:07.01    | Акахіро Ямаґучі      | 15 вересня 2012   | Ґіфу (Японія)                                           |
| 2:06.67    | Іппей Ватанабе       | 29 січня 2017     | Токіо (Японія)                                          |
| 2:06.67    | Метью Вілсон         | 25 липня 2019     | Кванджу, Південна Корея                                 |
| 2:06.12    | Антон Чупков         | 26 липня 2019     | Кванджу, Південна Корея                                 |
| 2:05.95    | Зак Стабблеті-Кук    | 19 травня 2022    | Аделаїда, Австралія                                     |
| 2:05.48    | Цінь Хайян           | 28 липня 2023     | Фукуока, Японія                                         |

### На короткій воді
| Час     | Плавець                    | Дата              | Місце                                 |
| ------- | -------------------------- | ----------------- | ------------------------------------- |
| 2:07.93 | Нік Джиллінгем             | 20 жовтня 1991    | Бірмінгем, Велика Британія            |
| 2:07.80 | Філіп Роджерс              | 28 серпня 1993    | Мельбурн, Австралія                   |
| 2:07.79 | Корнєєв Андрій Миколайович | 28 березня 1998   | Париж, Франція                        |
| 2:07.59 | Роман Слуднов              | 19 березня 2000   | Афіни, Греція                         |
| 2:06.40 | Ед Мозес                   | 25 березня 2000   | Міннеаполіс, Сполучені Штати Америки  |
| 2:04.37 | Ед Мозес                   | 18 січня 2002     | Париж (Франція)                       |
| 2:03.28 | Ед Мозес                   | 22 січня 2002     | Стокгольм, Швеція                     |
| 2:03.17 | Ед Мозес                   | 26 січня 2002     | Берлін, Німеччина                     |
| 2:02.92 | Ед Мозес                   | 17 січня 2004     | Берлін (Німеччина)                    |
| 2:01.98 | Крістіан Спренджер         | 10 серпня 2009    | Гобарт (Австралія)                    |
| 2:00.67 | Даніел Дьюрта              | 13 грудня 2009    | Стамбул, Туреччина                    |
| 2:00.48 | Даніел Дьюрта              | 31 серпня 2014    | Дубай, Об'єднані Арабські Емірати     |
| 2:00.44 | Марко Кох                  | 20 листопада 2016 | Берлін (Німеччина)                    |
| 2:00.16 | Кирило Пригода             | 13 грудня 2018    | Ханчжоу, Китайська Народна Республіка |

## Жінки

### На довгій воді
| Час        | Плавчиня              | Дата              | Місце                                               |
| ---------- | --------------------- | ----------------- | --------------------------------------------------- |
| 3:38.2     | Еллі ван ден Боґарт   | 7 серпня 1921     | Антверпен, Бельгія                                  |
| 3:34.6     | Еллі ван ден Боґарт   | 6 травня 1922     | Брюссельський столичний регіон (Бельгія)            |
| 3:31.4     | Еллі ван ден Боґарт   | 4 жовтня 1922     | Антверпен (Бельгія)                                 |
| 3:20.4     | Ірен Ґілберт          | 18 червня 1923    | Ротергем, Велика Британія                           |
| 3:20.2     | Ерна Мюррай           | 5 квітня 1925     | Лейпциг, Німеччина                                  |
| 3:19.1     | Бріта Газеліус        | 11 серпня 1926    | Стокгольм, Швеція                                   |
| 3:18.4     | Мітьє Барон           | 24 жовтня 1926    | Брюссель (Бельгія)                                  |
| 3:16.6     | Ельсе Якобсен         | 20 серпня 1927    | Осло, Норвегія                                      |
| 3:15.8     | Шарлотт Мюге          | 15 квітня 1928    | Магдебург (Німеччина)                               |
| 3:11.2     | Мітьє Барон           | 22 квітня 1928    | Роттердам, Нідерланди                               |
| 3:11.2 =   | Шарлотт Мюге          | 15 липня 1928     | Берлін (Німеччина)                                  |
| 3:10.6     | Марджері Гінтон       | 20 липня 1931     | Манчестер (Велика Британія)                         |
| 3:08.4     | Клер Денніс           | 18 січня 1932     | Сідней, Австралія                                   |
| 3:08.2     | Ліза Роке             | 21 квітня 1932    | Лейпциг (Німеччина)                                 |
| 3:03.4     | Ельсе Якобсен         | 11 травня 1932    | Стокгольм (Швеція)                                  |
| 3:00.4     | Маехата Хідеко        | 30 вересня 1933   | Токіо, Японія                                       |
| 3:00.2     | Йопі Валберґ          | 11 травня 1937    | Амстердам (Нідерланди)                              |
| 2:58.0     | Йопі Валберґ          | 27 червня 1937    | Зандейк (Нідерланди)                                |
| 2:56.9     | Йопі Валберґ          | 2 жовтня 1937     | Гент (Бельгія)                                      |
| 2:56.0     | Марія Ленк            | 8 листопада 1939  | Ріо-де-Жанейро, Бразилія                            |
| 2:55.5     | Анні Капель           | 19 березня 1941   | Дюссельдорф (Німеччина)                             |
| 2:52.6     | Нел ван Вліт          | 17 серпня 1946    | Білтговен (Нідерланди)                              |
| 2:51.9     | Нел ван Вліт          | 29 березня 1947   | Амстердам (Нідерланди)                              |
| 2:49.2     | Нел ван Вліт          | 20 липня 1947     | Гілверсюм (Нідерланди)                              |
| 2:48.8     | Ева Новак             | 21 жовтня 1950    | Секешфегервар, Угорщина                             |
| 2:48.5     | Ева Новак             | 5 травня 1951     | Москва, Союз Радянських Соціалістичних Республік    |
| 2:46.4     | Ада ден Ган           | 13 листопада 1956 | Нарден (Нідерланди)                                 |
| 2:52.6     | Ада ден Ган           | 18 травня 1957    | Блекпул (Велика Британія)                           |
| 2:51.9     | Ада ден Ган           | 3 серпня 1957     | Ренен (Утрехт) (Нідерланди)                         |
| 2:51.3     | Ада ден Ган           | 4 серпня 1957     | Rhenen, Netherlands                                 |
| 2:50.3     | Аніта Лонсбро         | 25 липня 1959     | Валвейк (Нідерланди)                                |
| 2:50.2     | Вільтруд Урзельманн   | 6 червня 1960     | Аахен, Федеративна Республіка Німеччина (1949—1990) |
| 2:49.5     | Аніта Лонсбро         | 27 серпня 1960    | Рим, Італія                                         |
| 2:48.0     | Карін Беєр            | 5 серпня 1961     | Будапешт (Угорщина)                                 |
| 2:47.7     | Галина Прозуменщикова | 11 квітня 1964    | Блекпул (Велика Британія)                           |
| 2:45.4     | Галина Прозуменщикова | 17 травня 1964    | Східний Берлін, Німецька Демократична Республіка    |
| 2:45.3     | Галина Прозуменщикова | 12 вересня 1965   | Гронінген (Нідерланди)                              |
| 2:43.0     | Ірина Познякова       | 16 липня 1966     | Москва (СРСР)                                       |
| 2:40.8     | Галина Прозуменщикова | 22 серпня 1966    | Утрехт (Нідерланди)                                 |
| 2:40.5     | Кеті Болл             | 9 липня 1967      | Санта-Клара (Каліфорнія)                            |
| 2:39.5     | Кеті Болл             | 20 серпня 1967    | Філадельфія                                         |
| 2:38.5     | Кеті Болл             | 26 серпня 1968    | Лос-Анджелес                                        |
| 2:37.89    | Анне-Катрін Шотт      | 6 липня 1974      | Росток (НДР)                                        |
| 2:37.44    | Карла Лінке           | 19 серпня 1974    | Відень, Австрія                                     |
| 2:34.99    | Карла Лінке           | 19 серпня 1974    | Відень (Австрія)                                    |
| 2:33.35    | Марина Кошевая        | 21 липня 1976     | Монреаль, Квебек                                    |
| 2:33.32    | Юлія Богданова        | 7 квітня 1978     | Санкт-Петербург (СРСР)                              |
| 2:33.11    | Ліна Качюшите         | 24 серпня 1978    | Західний Берлін                                     |
| 2:31.42    | Ліна Качюшите         | 24 серпня 1978    | Західний Берлін                                     |
| 2:31.09    | Світлана Варганова    | 30 березня 1979   | Мінськ (СРСР)                                       |
| 2:28.36    | Ліна Качюшите         | 6 квітня 1979     | Потсдам (НДР)                                       |
| 2:28.33    | Зільке Гернер         | 5 червня 1985     | Лейпциг (НДР)                                       |
| 2:28.20    | Зільвія Ґераш         | 1 березня 1986    | Санкт-Петербург (СРСР)                              |
| 2:27.40    | Зільке Гернер         | 18 серпня 1986    | Мадрид, Іспанія                                     |
| 2:27.27    | Еллісон Гіґсон        | 28 травня 1988    | Монреаль (Квебек)                                   |
| 2:26.71    | Зільке Гернер         | 21 вересня 1988   | Сеул, Південна Корея                                |
| 2:25.92    | Аніта Нолл            | 2 березня 1992    | Індіанаполіс                                        |
| 2:25.35    | Аніта Нолл            | 2 березня 1992    | Індіанаполіс                                        |
| 2:24.76    | Ребекка Браун         | 15 березня 1994   | Брисбен, Австралія                                  |
| 2:24.69    | Пенні Гейнс           | 17 липня 1999     | Лос-Анджелес                                        |
| 2:24.51    | Пенні Гейнс           | 17 липня 1999     | Лос-Анджелес                                        |
| 2:24.42    | Пенні Гейнс           | 26 серпня 1999    | Сідней (Австралія)                                  |
| 2:23.64    | Пенні Гейнс           | 27 серпня 1999    | Сідней (Австралія)                                  |
| 2:22.99    | Ці Хуей               | 13 квітня 2001    | Ханчжоу, Китайська Народна Республіка               |
| 2:22.99e = | Аманда Бірд           | 25 липня 2003     | Барселона (Іспанія)                                 |
| 2:22.96    | Лісель Джонс          | 10 липня 2004     | Брисбен (Австралія)                                 |
| 2:22.44    | Аманда Бірд           | 12 липня 2004     | Лонг-Біч                                            |
| 2:21.72    | Лісель Джонс          | 29 липня 2005     | Монреаль (Канада)                                   |
| 2:20.54    | Лісель Джонс          | 1 лютого 2006     | Мельбурн (Австралія)                                |
| 2:20.22    | Ребекка Соні          | 15 серпня 2008    | Пекін (Китай)                                       |
| 2:20.12    | Аннамей Пірс          | 30 липня 2009     | Рим (Італія)                                        |
| 2:20.00    | Ребекка Соні          | 1 серпня 2012     | Лондон (Велика Британія)                            |
| 2:19.59    | Ребекка Соні          | 2 серпня 2012     | Лондон (Велика Британія)                            |
| 2:19.11    | Рікке Меллер Педерсен | 1 серпня 2013     | Барселона (Іспанія)                                 |
| 2:18.95    | Татьяна Шенмейкер     | 30 липня 2021     | Токіо (Японія)                                      |
| 2:17.55    | Євгенія Чикунова      | 21 квітня 2023    | Казань (Росія)                                      |

### На короткій воді
| Час     | Плавчиня        | Дата              | Місце                                              |
| ------- | --------------- | ----------------- | -------------------------------------------------- |
| 2:22.92 | Зузанна Борніке | 12 лютого 1989    | Бонн, Федеративна Республіка Німеччина (1949—1990) |
| 2:22.89 | Дай Ґохун       | 3 грудня 1993     | Пальма, Іспанія                                    |
| 2:21.99 | Дай Ґохун       | 3 грудня 1993     | Пальма (Іспанія)                                   |
| 2:20.85 | Саманта Райлі   | 1 грудня 1995     | Ріо-де-Жанейро, Бразилія                           |
| 2:20.22 | Танака Масамі   | 2 квітня 1999     | Гонконг                                            |
| 2:19.25 | Ці Хуей         | 28 січня 2001     | Париж, Франція                                     |
| 2:18.86 | Ці Хуей         | 2 грудня 2002     | Шанхай (Китай)                                     |
| 2:17.75 | Лісель Джонс    | 29 листопада 2003 | Мельбурн, Австралія                                |
| 2:17.50 | Аннамей Пірс    | 14 березня 2009   | Торонто, Канада                                    |
| 2:16.83 | Аннамей Пірс    | 7 серпня 2009     | Лідс, Велика Британія                              |
| 2:15.42 | Лісель Джонс    | 15 листопада 2009 | Берлін, Німеччина                                  |
| 2:14.57 | Ребекка Соні    | 18 грудня 2009    | Манчестер (Велика Британія)                        |
| 2:14.39 | Юлія Єфімова    | 14 грудня 2013    | Гернінг, Данія                                     |
| 2:14.16 | Кейт Дуглас     | 24 жовтня 2024    | Інчхон , Південна Корея                            |
| 2:12.72 | Кейт Дуглас     | 31 жовтня 2024    | Сінгапур , Сінгапур                                |
| 2:12.50 | Кейт Дуглас     | 13 грудня 2024    | Будапешт, Угорщина                                 |

## Найкращі 25 за увесь час

### Чоловіки на довгій воді
- Актуально станом на березень 2024[20]

| Міс. | Час     | Плавець                  | Дата            | Місце          | Пос.   |
| ---- | ------- | ------------------------ | --------------- | -------------- | ------ |
| 1    | 2:05.48 | Цінь Хайян (CHN)         | 28 липня 2023   | Фукуока        | [ 21 ] |
| 2    | 2:05.95 | Зак Стабблеті-Кук (AUS)  | 19 травня 2022  | Аделаїда       | [ 22 ] |
| 3    | 2:06.12 | Антон Чупков (RUS)       | 26 липня 2019   | Кванджу        |        |
| 4    | 2:06.40 | Шьома Сато (JPN)         | 7 квітня 2021   | Токіо          | [ 23 ] |
| 5    | 2:06.59 | Леон Маршан (FRA)        | 11 червня 2023  | Ренн           | [ 24 ] |
| 6    | 2:06.67 | Іппей Ватанабе (JPN)     | 29 січня 2017   | Токіо          |        |
| 6    | 2:06.67 | Метью Вілсон (AUS)       | 25 липня 2019   | Кванджу        |        |
| 8    | 2:06.85 | Арно Каммінга (NED)      | 4 грудня 2020   | Роттердам      |        |
| 9    | 2:07.01 | Акахіро Ямаґучі (JPN)    | 15 вересня 2012 | Ґіфу           |        |
| 10   | 2:07.07 | Ямато Фукасава (JPN)     | 17 лютого 2024  | Тіба           | [ 25 ] |
| 10   | 2:07.07 | Ю Ханаґурума (JPN)       | 21 березня 2024 | Токіо          | [ 26 ] |
| 12   | 2:07.13 | Матті Маттссон (FIN)     | 29 липня 2021   | Токіо          | [ 27 ] |
| 13   | 2:07.17 | Джош Прено (USA)         | 30 червня 2016  | Омаха          |        |
| 14   | 2:07.18 | Косекі Ясухіро (JPN)     | 16 квітня 2017  | Нагоя          |        |
| 15   | 2:07.23 | Даніел Дьюрта (HUN)      | 2 серпня 2013   | Барселона      |        |
| 16   | 2:07.25 | Кирило Пригода (RUS)     | 21 липня 2022   | Казань         | [ 28 ] |
| 17   | 2:07.30 | Росс Мердок (GBR)        | 24 липня 2014   | Глазго         |        |
| 18   | 2:07.31 | Крістіан Спренджер (AUS) | 30 липня 2009   | Рим            |        |
| 19   | 2:07.41 | Кевін Кордес (USA)       | 28 червня 2017  | Індіанаполіс   |        |
| 20   | 2:07.42 | Ерік Шанто (USA)         | 30 липня 2009   | Рим            |        |
| 21   | 2:07.43 | Майкл Джеймісон (GBR)    | 1 серпня 2012   | Лондон         |        |
| 22   | 2:07.46 | Дмитро Баландін (KAZ)    | 10 серпня 2016  | Ріо-де-Жанейро |        |
| 23   | 2:07.47 | Марко Кох (GER)          | 18 серпня 2014  | Берлін         |        |
| 24   | 2:07.49 | Джеймс Вілбі (GBR)       | 19 квітня 2019  | Глазго         |        |
| 25   | 2:07.51 | Кітаджіма Косуке (JPN)   | 8 червня 2008   | Токіо          |        |

#### Нотатки
Нижче подано список інших часів, однакових або кращих за 2:07.51:
- Зак Стабблеті-Кук проплив ще за 2:06.28 (2021), 2:06.38 (2021), 2:06.40 (2023), 2:06.72 (2022), 2:07.00 (2021, 2021), 2:07.07 (2022), 2:07.27 (2023), 2:07.28 (2019), 2:07.35 (2021), 2:07.36 (2019), 2:07.37 (2021).
- Метью Вілсон проплив ще за 2:06.68 (2019), 2:07.16 (2019), 2:07.29 (2019).
- Іппей Ватанабе проплив ще за 2:06.73 (2019), 2:06.94 (2024), 2:07.02 (2019, 2024), 2:07.08 (2020), 2:07.22 (2016), 2:07.44 (2017), 2:07.47 (2017).
- Шьома Сато проплив ще за 2:06.74 (2021), 2:06.78 (2021), 2:07.02 (2020).
- Антон Чупков проплив ще за 2:06.80 (2018), 2:06.83 (2019), 2:06.96 (2017), 2:06.99 (2021), 2:07.00 (2019), 2:07.14 (2017), 2:07.19 (2022), 2:07.24 (2021), 2:07.32 (2020), 2:07.46 (2017), 2:07.48 (2019).
- Арно Каммінга проплив ще за 2:07.01 (2021), 2:07.17 (2020) 2:07.18 (2020), 2:07.23 (2021), 2:07.35 (2021),  2:07.37 (2021), 2:07.39 (2021), 2:07.48 (2021).
- Цінь Хайян проплив ще за 2:07.03 (2023), 2:07.32 (2023), 2:07.35 (2017), 2:07.45 (2023).
- Даніел Дьюрта проплив ще за 2:07.28 (2012).
- Джош Прено проплив ще за 2:07.28 (2018).
- Косекі Ясухіро проплив ще за 2:07.29 (2017).
- Кирило Пригода проплив ще за 2:07.47 (2023).

### Чоловіки на короткій воді
- Актуально станом на грудень 2023[29]

| Міс. | Час     | Плавець                  | Дата              | Місце           | Пос.   |
| ---- | ------- | ------------------------ | ----------------- | --------------- | ------ |
| 1    | 2:00.16 | Кирило Пригода (RUS)     | 13 грудня 2018    | Ханчжоу         |        |
| 2    | 2:00.35 | Сето Дайя (JPN)          | 16 грудня 2022    | Мельбурн        | [ 30 ] |
| 3    | 2:00.44 | Марко Кох (GER)          | 20 листопада 2016 | Берлін          |        |
| 4    | 2:00.48 | Даніел Дьюрта (HUN)      | 31 серпня 2014    | Дубай           |        |
| 5    | 2:01.15 | Цінь Хайян (CHN)         | 13 грудня 2018    | Ханчжоу         |        |
| 6    | 2:01.43 | Майкл Джеймісон (GBR)    | 15 грудня 2013    | Глазго          |        |
| 6    | 2:01.43 | Арно Каммінга (NED)      | 17 грудня 2020    | Амстердам       |        |
| 8    | 2:01.57 | Антон Чупков (RUS)       | 11 листопада 2018 | Токіо           |        |
| 9    | 2:01.60 | Нік Фінк (USA)           | 16 грудня 2022    | Мельбурн        | [ 30 ] |
| 10   | 2:01.65 | Антон Маккі (ISL)        | 1 листопада 2020  | Будапешт        |        |
| 11   | 2:01.70 | Іппей Ватанабе (JPN)     | 23 жовтня 2022    | Токіо           | [ 31 ] |
| 12   | 2:01.73 | Ілля Шиманович (BLR)     | 6 листопада 2021  | Казань          | [ 32 ] |
| 13   | 2:01.78 | Косекі Ясухіро (JPN)     | 27 жовтня 2019    | Токіо           |        |
| 14   | 2:01.85 | Михайло Дорінов (RUS)    | 14 грудня 2017    | Копенгаген      |        |
| 15   | 2:01.98 | Крістіан Спренджер (AUS) | 10 серпня 2009    | Гобарт          |        |
| 16   | 2:02.18 | Ерік Перссон (SWE)       | 6 листопада 2021  | Казань          | [ 32 ] |
| 17   | 2:02.27 | Вілл Лайкон (USA)        | 21 листопада 2020 | Будапешт        |        |
| 18   | 2:02.33 | Коді Міллер (USA)        | 11 грудня 2015    | Індіанаполіс    |        |
| 19   | 2:02.38 | Кевін Кордес (USA)       | 15 грудня 2013    | Глазго          |        |
| 19   | 2:02.38 | Олег Костін (RUS)        | 18 листопада 2013 | Казань          |        |
| 21   | 2:02.41 | Каспар Корбо (NED)       | 9 грудня 2023     | Отопень         | [ 33 ] |
| 22   | 2:02.45 | В'ячеслав Сінкевич (RUS) | 21 грудня 2012    | Санкт-Петербург |        |
| 23   | 2:02.50 | Григорій Фалько (RUS)    | 13 грудня 2009    | Стамбул         |        |
| 24   | 2:02.56 | Нейл Версфельд (RSA)     | 14 листопада 2009 | Берлін          |        |
| 25   | 2:02.58 | Тіаго Сімон (BRA)        | 13 вересня 2016   | Сан-Паулу       |        |

#### Нотатки
Нижче подано список інших часів, однакових або кращих за 2:02.58:
- Даніел Дьюрта проплив ще за 2:00.67 (2009).
- Сето Дайя проплив ще за 2:01.30 (2017), 2:01.49 (2021), 2:01.65 (2021), 2:02.43 (2022), 2:02.48 (2021).
- Цінь Хайян проплив ще за 2:01.64 (2018), 2:02.22 (2022).
- Антон Чупков проплив ще за 2:01.65 (2017).
- Антон Маккі проплив ще за 2:01.73 (2020).
- Арно Каммінга проплив ще за 2:01.74 (2021), 2:01.92 (2021), 2:02.13 (2021), 2:02.42 (2021), 2:02.54 (2021).
- Михайло Дорінов проплив ще за 2:02.07 (2021).
- Ілля Шиманович проплив ще за 2:02.10 (2021).
- Нік Фінк проплив ще за 2:02.20 (2020), 2:02.28 (2021).
- Ерік Перссон проплив ще за 2:02.39 (2021).
- Іппей Ватанабе проплив ще за 2:02.53 (2022).

### Жінки на довгій воді
- Актуально станом на лютий 2024[34]

| Міс. | Час     | Плавець                     | Дата           | Місце      | Пос.   |
| ---- | ------- | --------------------------- | -------------- | ---------- | ------ |
| 1    | 2:17.55 | Євгенія Чикунова (RUS)      | 21 квітня 2023 | Казань     | [ 35 ] |
| 2    | 2:18.95 | Татьяна Шенмейкер (RSA)     | 30 липня 2021  | Токіо      | [ 36 ] |
| 3    | 2:19.11 | Рікке Меллер Педерсен (DEN) | 1 серпня 2013  | Барселона  |        |
| 4    | 2:19.30 | Кейт Дуглас (USA)           | 13 січня 2024  | Ноксвілл   | [ 37 ] |
| 5    | 2:19.41 | Юлія Єфімова (RUS)          | 2 серпня 2013  | Барселона  |        |
| 6    | 2:19.59 | Ребекка Соні (USA)          | 2 серпня 2012  | Лондон     |        |
| 7    | 2:19.64 | Вікторія Зейнеп Гюнеш (TUR) | 30 серпня 2015 | Сінгапур   |        |
| 8    | 2:19.65 | Кането Ріе (JPN)            | 4 квітня 2016  | Токіо      |        |
| 9    | 2:19.81 | Тес Схаутен (NED)           | 16 лютого 2024 | Доха       | [ 38 ] |
| 10   | 2:19.92 | Ліллі Кінг (USA)            | 30 липня 2021  | Токіо      | [ 36 ] |
| 11   | 2:20.12 | Аннамей Пірс (CAN)          | 30 липня 2009  | Рим        |        |
| 12   | 2:20.54 | Лісель Джонс (AUS)          | 1 лютого 2006  | Мельбурн   |        |
| 13   | 2:20.72 | Судзукі Сатомі (JPN)        | 2 серпня 2012  | Лондон     |        |
| 14   | 2:20.77 | Енні Лейзор (USA)           | 19 травня 2019 | Блумінгтон |        |
| 15   | 2:20.89 | Моллі Реншов (GBR)          | 15 квітня 2021 | Лондон     |        |
| 16   | 2:20.90 | Ватанабе Канако (JPN)       | 12 квітня 2015 | Токіо      |        |
| 17   | 2:21.37 | Ці Хуей (CHN)               | 17 жовтня 2009 | Цзінань    |        |
| 18   | 2:21.45 | Тейлор Маккіоун (AUS)       | 11 квітня 2016 | Аделаїда   |        |
| 19   | 2:21.62 | Наджя Хігл (SRB)            | 31 липня 2009  | Рим        |        |
| 20   | 2:21.69 | Еббі Вуд (GBR)              | 15 квітня 2021 | Лондон     |        |
| 21   | 2:21.74 | Майка Лоуренс (USA)         | 1 серпня 2013  | Барселона  |        |
| 22   | 2:21.77 | Бетані Галат (USA)          | 28 липня 2017  | Будапешт   |        |
| 23   | 2:21.85 | Аокі Реона (JPN)            | 8 квітня 2018  | Токіо      |        |
| 24   | 2:21.93 | Ши Цзінлінь (CHN)           | 28 липня 2017  | Будапешт   |        |
| 25   | 2:21.97 | Мірна Юкич (AUT)            | 31 липня 2009  | Рим        |        |

#### Нотатки
Нижче подано список інших часів, однакових або кращих за 2:21.97:
- Татьяна Шенмейкер пропливла ще за 2:19.16 (2021), 2:19.33 (2021), 2:20.17 (2021), 2:20.30 (2023), 2:20.35 (2023), 2:20.80 (2023), 2:21.30 (2021), 2:21.31 (2023), 2:21.76 (2022), 2:21.79 (2019), 2:21.92 (2022).
- Рікке Меллер Педерсен пропливла ще за 2:19.61 (2014), 2:19.67 (2014), 2:19.84 (2014), 2:19.94 (2014), 2:20.08 (2013), 2:20.53 (2013), 2:21.55 (2013), 2:21.58 (2015), 2:21.60 (2015), 2:21.65 (2012), 2:21.69 (2016).
- Юлія Єфімова пропливла ще за 2:19.64 (2017), 2:19.83 (2017), 2:19.85 (2013), 2:20.15 (2017), 2:20.17 (2019), 2:20.72 (2018), 2:20.92 (2012), 2:21.20 (2019), 2:21.31 (2018), 2:21.35 (2017), 2:21.41 (2016), 2:21.49 (2017), 2:21.54 (2017), 2:21.59 (2019), 2:21.60 (2019), 2:21.86 (2021), 2:21.97 (2016).
- Ребекка Соні пропливла ще за 2:20.00 (2012), 2:20.22 (2008), 2:20.38 (2009), 2:20.69 (2010), 2:20.93 (2009), 2:21.03 (2011), 2:21.13 (2012), 2:21.40 (2012), 2:21.41 (2010), 2:21.45 (2012), 2:21.46 (2011), 2:21.47 (2011), 2:21.60 (2010).
- Кането Ріе пропливла ще за 2:20.04 (2016), 2:20.30 (2016), 2:20.72 (2009), 2:20.93 (2016), 2:21.05 (2016), 2:21.58 (2014), 2:21.90 (2014, 2015), 2:21.92 (2014).
- Євгенія Чикунова пропливла ще за 2:20.41 (2022), 2:20.57 (2021), 2:20.88 (2021), 2:21.07 (2019), 2:21.63 (2021), 2:21.87 (2020).
- Лісель Джонс пропливла ще за 2:20.58 (2008), 2:20.72 (2006), 2:21.34 (2008), 2:21.45 (2007), 2:21.60 (2006), 2:21.72 (2005), 2:21.81 (2008), 2:21.84 (2007).
- Аннамей Пірс пропливла ще за 2:20.71 (2009), 2:21.68 (2009), 2:21.84 (2009).
- Енні Лейзор пропливла ще за 2:20.84 (2021), 2:21.07 (2021), 2:21.40 (2019), 2:21.67 (2020), 2:21.91 (2022), 2:21.94 (2021).
- Кейт Дуглас пропливла ще за 2:20.91 (2024), 2:21.22 (2023), 2:21.23 (2023), 2:21.43 (2022), 2:21.87 (2023).
- Ліллі Кінг пропливла ще за 2:20.95 (2023), 2:21.19 (2022), 2:21.39 (2019), 2:21.75 (2021), 2:21.82 (2021), 2:21.83 (2017).
- Ватанабе Канако пропливла ще за 2:21.09 (2014), 2:21.15 (2015), 2:21.41 (2014), 2:21.82 (2014).
- Моллі Реншов пропливла ще за 2:21.34 (2021), 2:21.55 (2021).
- Тес Схаутен пропливла ще за 2:21.50 (2024), 2:21.52 (2023), 2:21.63 (2023), 2:21.71 (2023, 2023), 2:21.84 (2023).
- Тейлор Маккіоун пропливла ще за 2:21.69 (2016).
- Бетані Галат пропливла ще за 2:21.84 (2019), 2:21.86 (2017).
- Еббі Вуд пропливла ще за 2:21.86 (2021).
- Майка Лоуренс пропливла ще за 2:21.88 (2018).

### Жінки на короткій воді
- Актуально станом на грудень 2023[39]

| Міс. | Час     | Плавчиня                    | Дата              | Місце          | Пос.   |
| ---- | ------- | --------------------------- | ----------------- | -------------- | ------ |
| 1    | 2:14.39 | Юлія Єфімова (RUS)          | 14 грудня 2013    | Гернінг        |        |
| 2    | 2:14.57 | Ребекка Соні (USA)          | 18 грудня 2009    | Манчестер      |        |
| 3    | 2:14.70 | Євгенія Чикунова (RUS)      | 25 листопада 2022 | Казань         | [ 40 ] |
| 4    | 2:15.21 | Рікке Меллер Педерсен (DEN) | 13 грудня 2013    | Гернінг        |        |
| 5    | 2:15.42 | Лісель Джонс (AUS)          | 15 листопада 2009 | Берлін         |        |
| 6    | 2:15.56 | Ліллі Кінг (USA)            | 21 листопада 2020 | Будапешт       |        |
| 7    | 2:15.76 | Кането Ріе (JPN)            | 9 жовтня 2016     | Доха           |        |
| 8    | 2:15.77 | Кейт Дуглас (USA)           | 16 грудня 2022    | Мельбурн       | [ 41 ] |
| 9    | 2:16.09 | Тес Схаутен (NED)           | 8 грудня 2023     | Отопень        | [ 42 ] |
| 10   | 2:16.33 | Енні Лейзор (USA)           | 21 листопада 2020 | Будапешт       |        |
| 11   | 2:16.51 | Емілі Ескобедо (USA)        | 5 листопада 2020  | Будапешт       |        |
| 12   | 2:16.83 | Аннамей Пірс (CAN)          | 7 серпня 2009     | Лідс           |        |
| 13   | 2:16.92 | Ватанабе Канако (JPN)       | 7 грудня 2014     | Доха           |        |
| 14   | 2:16.93 | Лора Соґар (USA)            | 16 грудня 2012    | Стамбул        |        |
| 15   | 2:17.00 | Келсі Воґ (CAN)             | 25 листопада 2023 | Вінніпег       | [ 43 ] |
| 16   | 2:17.10 | Джоселін Ул'єтт (GBR)       | 6 грудня 2019     | Шеффілд        |        |
| 17   | 2:17.25 | Міо Мотеґі (JPN)            | 15 грудня 2014    | Токіо          |        |
| 18   | 2:17.50 | Кеті Фрімен (USA)           | 18 грудня 2009    | Манчестер      |        |
| 19   | 2:17.52 | Наджя Хігл (SRB)            | 11 грудня 2009    | Стамбул        |        |
| 20   | 2:17.75 | Сідні Пікрем (CAN)          | 21 листопада 2020 | Будапешт       |        |
| 21   | 2:17.80 | Моллі Реншов (GBR)          | 14 листопада 2020 | Будапешт       |        |
| 22   | 2:17.84 | Алія Аткінсон (JAM)         | 2 листопада 2014  | Сінгапур       |        |
| 23   | 2:17.99 | Бріджа Ларсон (USA)         | 30 жовтня 2016    | Гонконг        |        |
| 24   | 2:18.02 | Татьяна Шенмейкер (RSA)     | 26 жовтня 2020    | Пітермаріцбург |        |
| 25   | 2:18.03 | Віталіна Симонова (RUS)     | 7 листопада 2014  | Казань         |        |
| 25   | 2:18.03 | Віталіна Симонова (RUS)     | 8 листопада 2014  | Казань         |        |

#### Нотатки
1. ↑  не затверджено через допінгові порушення

Нижче подано список інших часів, однакових або кращих за 2:18.03:
- Юлія Єфімова пропливла ще за 2:15.62 (2018), 2:16.05 (2018), 2:16.29 (2018).
- Ліллі Кінг пропливла ще за 2:15.80 (2020), 2:16.04 (2020), 2:17.13 (2022), 2:17.56 (2022), 2:17.66 (2021).
- Кането Ріе пропливла ще за 2:15.91 (2016), 2:16.27 (2016), 2:16.30 (2016).
- Рікке Меллер Педерсен пропливла ще за 2:15.93 (2013), 2:16.08 (2012).
- Кейт Дуглас пропливла ще за 2:16.52 (2022).
- Євгенія Чикунова пропливла ще за 2:16.88 (2021), 2:17.57 (2021), 2:17.88 (2021).
- Тес Схаутен пропливла ще за 2:16.98 (2023).
- Аннамей Пірс пропливла ще за 2:17.50 (2009).
- Лісель Джонс пропливла ще за 2:17.75 (2003).
- Емілі Ескобедо пропливла ще за 2:17.85 (2021).
- Моллі Реншов пропливла ще за 2:17.96 (2021).
- Келсі Воґ пропливла ще за 2:17.13 (2020), 2:17.18 (2020), 2:17.51 (2020).